# Виккери, Брайан Кэмпбелл
Бриан Кэмпбелл Виккери (англ. Brian Campbell Vickery; 11 сентября 1918, Сидней, Австралия — 17 октября 2009, Оксфорд, Великобритания) — английский библиотекарь, специалист в области информационных наук и химик.

## Биография
Родился 11 сентября 1919 года в Сиднее. Отец Адам Мак-Кей работал журналистом и его дядя Джеймс Уатсайд Мак-Кей работал австралийским политиком. Учился в средних школах в Сиднее, Каире, а также в Королевской школе в Кентербери. Поступил и окончил Оксфордский университет, затем учился на магистратуре там же и в 1941 году он получил степень магистра в области химии. С началом 2-й Мировой войны работал на заводе взрывчатых веществ в Бриджоутере. По окончании войны работал помощником журналиста в Лондоне и наконец в 1946 году работал библиотекарем научной лаборатории фирмы ICI. С 1960 по 1964 год работал в отделе абонемента Британской библиотеки, затем библиотекарем Манчестерского научно-технологического института.
Скончался 17 октября 2009 года в Оксфорде.

### Личная жизнь
Бриан был женат дважды:
- 1945—67 — Брак с Манулеттой Мак-Менамин. Брак кончился разводом.
- 1967—2009 — Брак с Алиной Виккери — директором ЦИС Лондонского университета. Он вместе со своей второй супругой занимался научной деятельностью. Брак оказался крепким и просуществовал до его смерти.

## Научные работы
Основные научные работы посвящены библиотековедению и информатике. Автор свыше 100 научных работ.

## Членство в обществах
- Почётный член научного общества Лондонского университета[источник не указан 421 день].
- Член Библиотечной ассоциации Великобритании.
- Член Общества учёных в области информационных наук.